# 加多利山

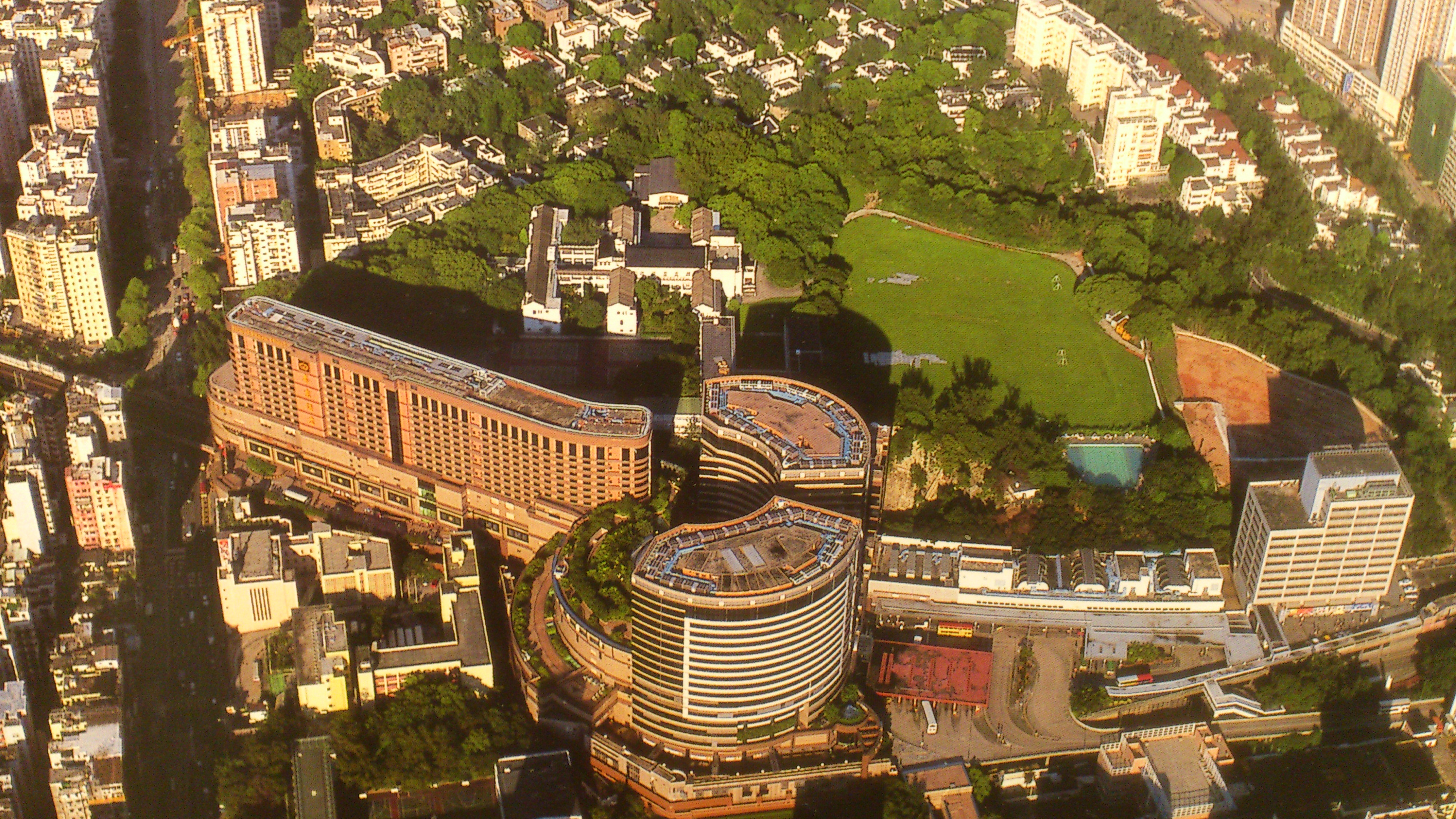
旺角東一帶俯瞰圖，圖上半部份為加多利山，左方道路為太子道西，圖下方中央為MOKO新世紀廣場

加多利山（英語：Kadoorie Hill），俗稱嘉道理山、「太子山」，該地一帶古稱大石鼓，是香港九龍城區內的一個山丘，高約46米（位於聖佐治大廈），位於九龍旺角以東，馬頭圍以西，及何文田以北，九龍塘及九龍仔以南，以洗衣街，喇沙利道，亞皆老街，及界限街為界，是九龍的傳統豪宅區之一。

## 歷史

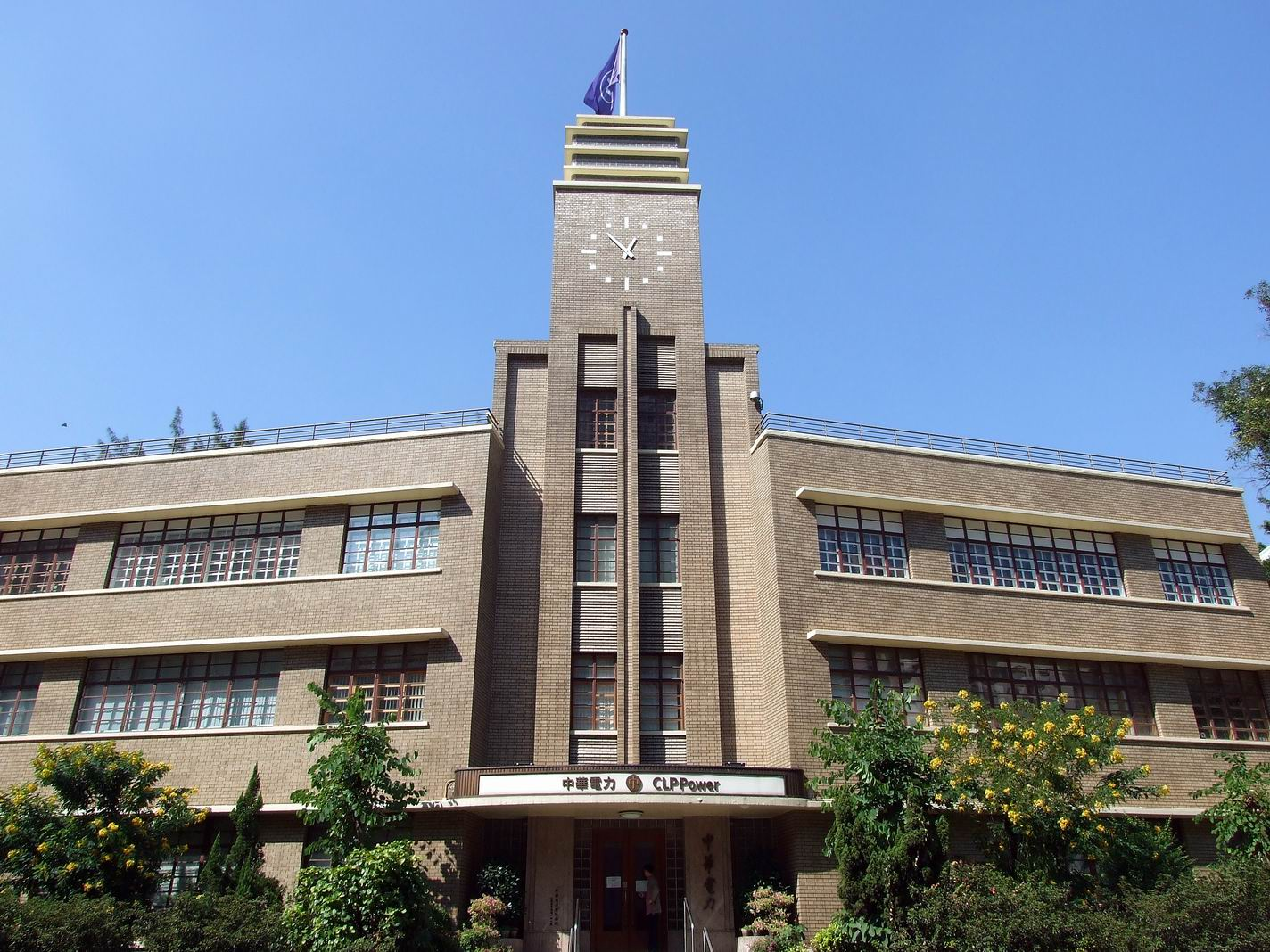
山腳為建成於1940年，具裝飾藝術風格（Art Deco）的中華電力總部大樓

加多利山早於1930年代開始發展，在此之前該處為一禿山。
它本來與九龍醫院所在山丘相連，但開闢窩打老道時被一分為二，窩打老道以西的部分改稱「加多利山」。
大石鼓山下原有「大石古水月宮」，並於1926年因而拆卸以延長窩打老道和亞皆老街配合興建英皇子道（今太子道），港英政府撥出何文田一幅土地（今山東街）予該廟重建。
加多利山南面是亞皆老街，西面是港鐵東鐵綫旺角東站路軌，但没有行人天桥相连，任何人士来往两地需从太子道西或亚皆老街绕道进入，北面則是太子道西。
1934年，香港設有分行的建築事務所建興洋行（Davies, Brooke & Gran）獲邀設計山上 Kadoorie Estates 的房子，並於往後至1941年間陸續落成，而事務所的本地建築師關永康就負責了中華電力總部大樓和 St. George's Mansions 等項目。1937年的記錄顯示首批樓房共有10幢住宅建築。第二次世界大戰後，1959年的地租登記冊錄得山上有57座洋房，而直到1984年再增至總共124座。2017年時，嘉道理家族旗下的 Kadoorie Estates Limited 在加多利山持有的物業包括86座洋房及39個聖佐治閣的分層戶，而且多年來一直只租不賣。
加多利山上的建築物以豪宅為主，其西面是拔萃男書院的所在地，而東南端的山腳則是嘉道理家族中華電力總部的舊址。也是香港四大豪宅區中，唯一的九龍區代表。

## 主要建築
加多利山分有兩條主路，命名於1936年，一為嘉道理道（英語：Kadoorie Avenue），另一是布力架街（英語：Braga Circuit）。前者命名自嘉道理家族艾利·嘉道理的姓氏，多為獨立洋房，設圍牆大閘，保安嚴密，私隱度極高；後者是紀念與嘉道理家族頗有淵源，與上世紀九龍市區發展息息相關的土生葡人 J. P. Braga (1871-1944)，大宅以3層高的分層戶為主，由林蔭包圍。
- 嘉多利山花園
- 拔萃男書院
- 九龍醫院
- 聖佐治閣（St. George's Court）
- St. George's Mansions（信和置業和中電合作發展的三幢20層高分層豪宅，由原有兩幢3層高的公寓拆卸重建，並沿用舊稱[8]）

現時山上的住宅大部份設計都以簡約為主，具有20世紀初的現代主義建築元素，也是當時於歐洲湧現的一種建築風格。由於建築理念中承襲「包浩斯」（Bauhaus）強調的實用性，洋房外牆均使用簡潔的白色、線條分明，並捨棄繁複的裝飾。此外，隨着1930年代越洋交通工具興起而出現的摩登流線型建築，其元素如橫向線條、舷窗亦採用於住宅建築立面。正因為區內的純住宅組合加上業權大部份由嘉道理家族擁有，建築免於發展壓力而得以保存，配合建築群少有的一致風格，所以加多利山又被稱為香港的「小白城」。

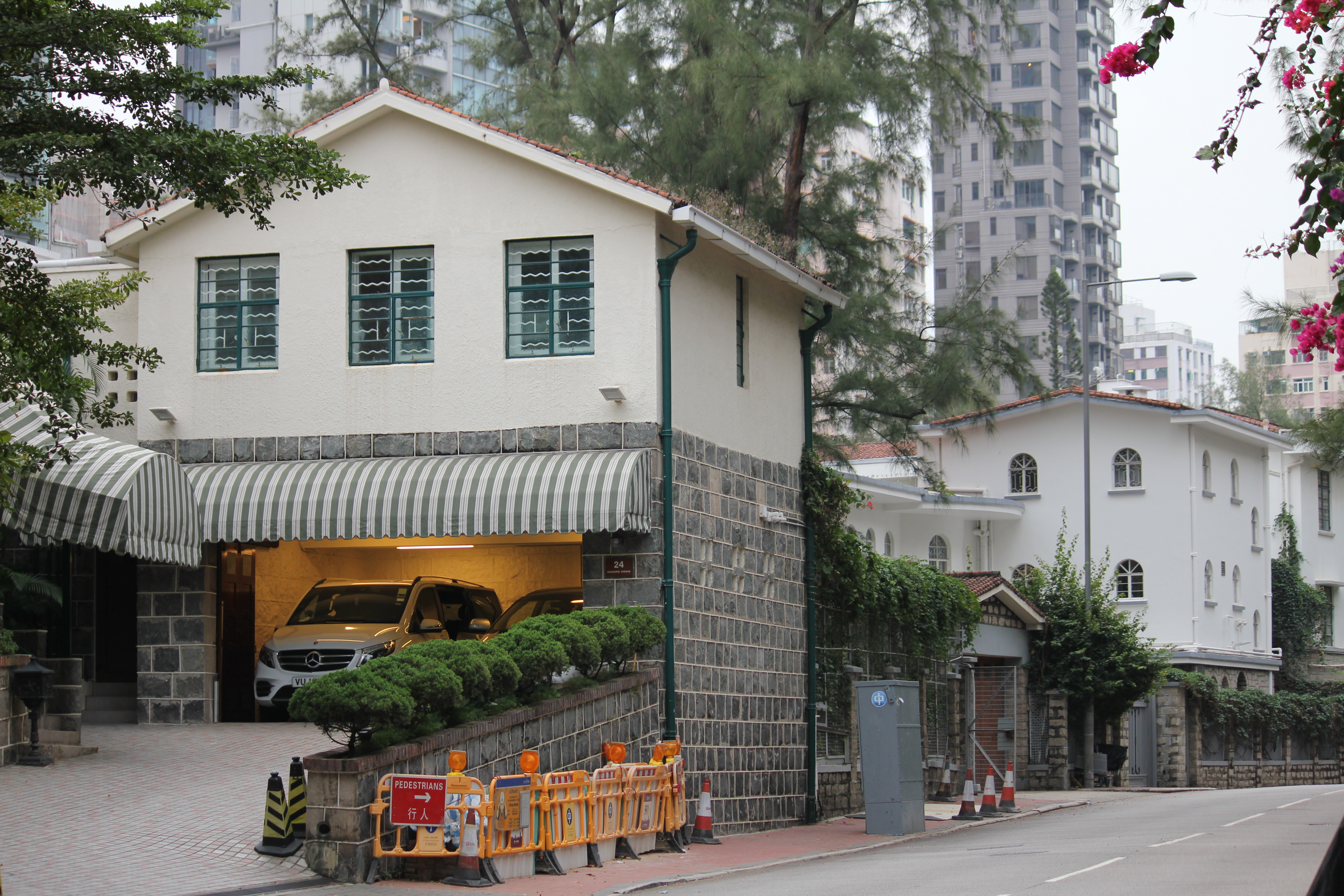
嘉道理道
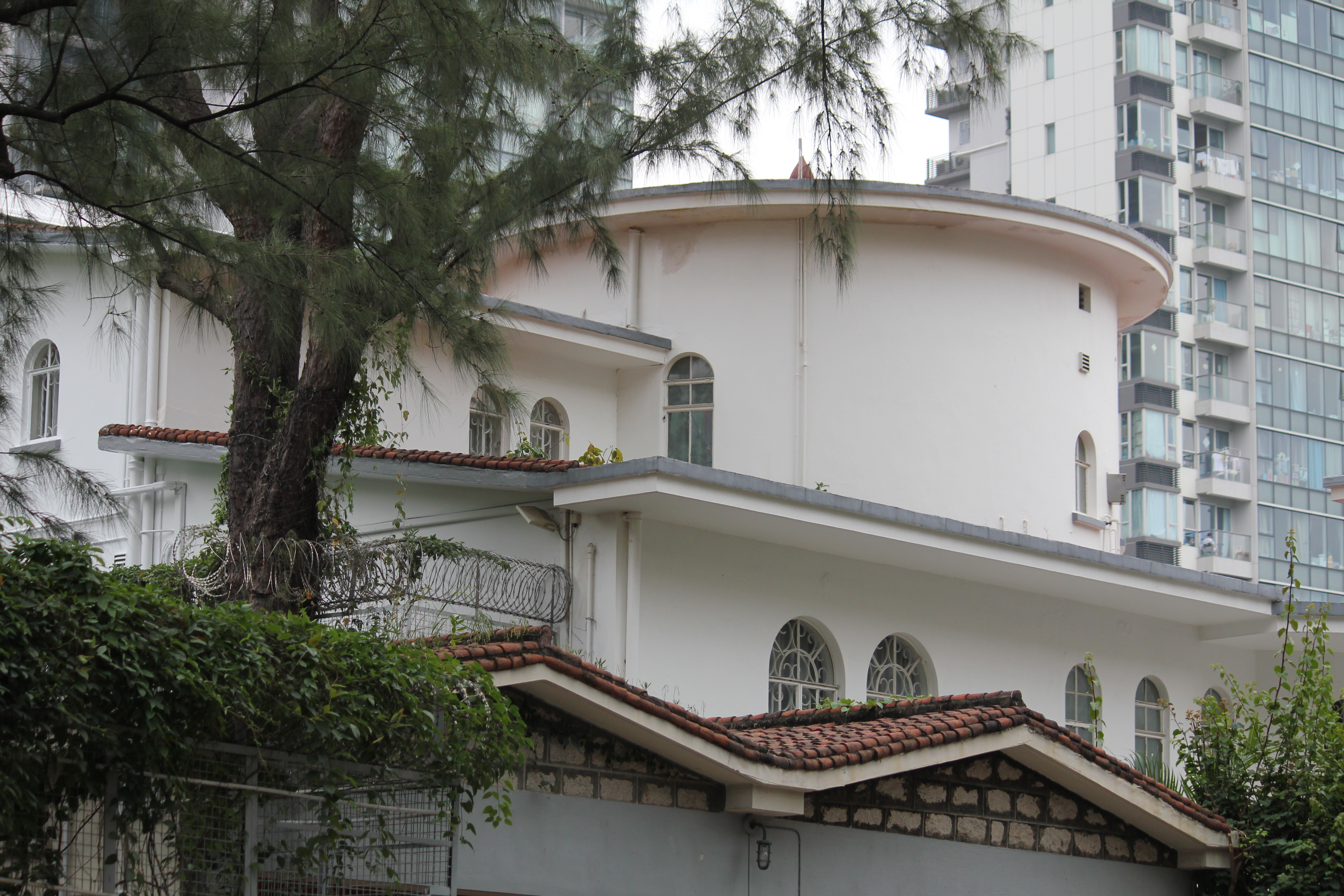
嘉道理道20號（由建築師黃培芬設計）
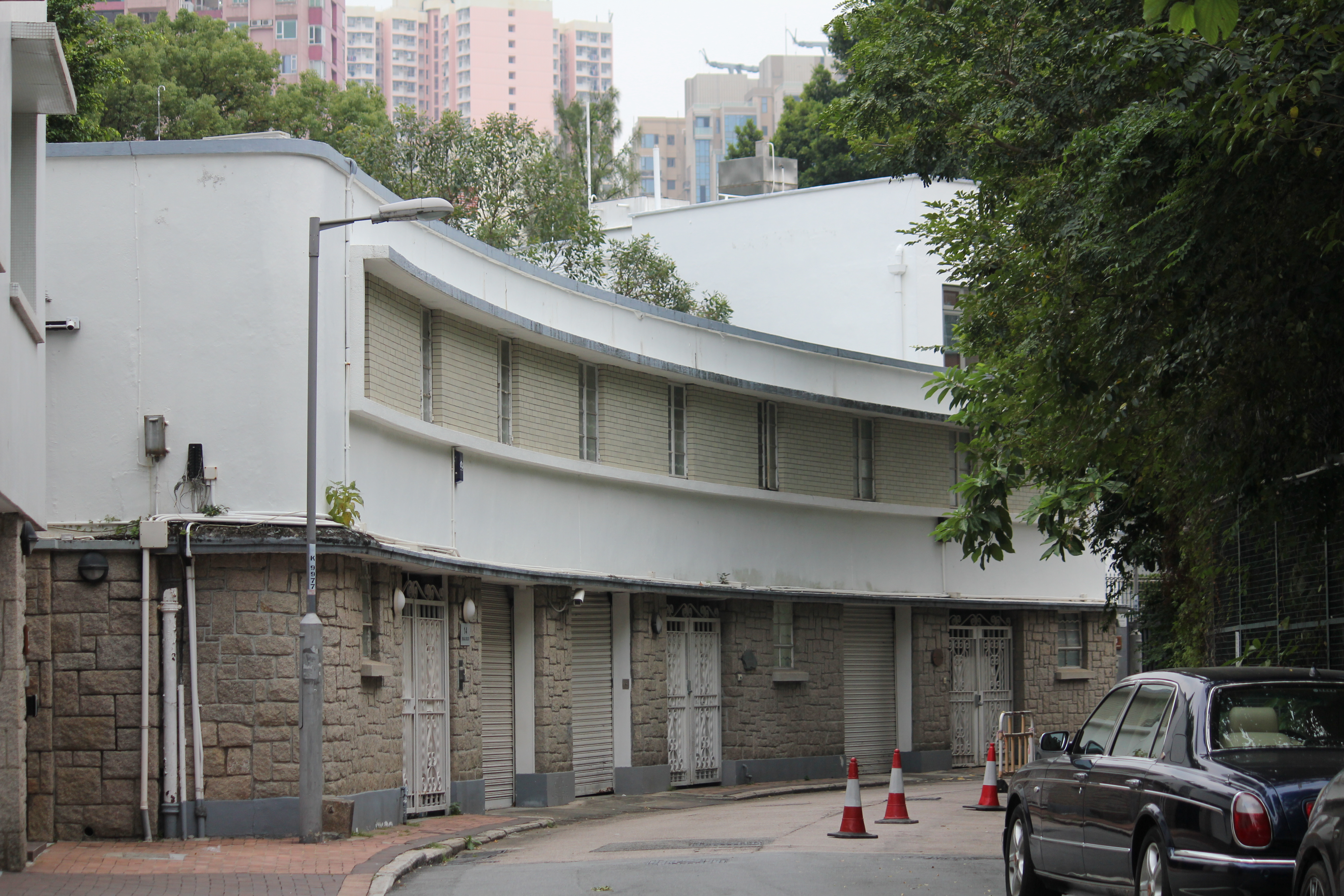
布力架街（圖中建築已拆卸）

## 曾居住九龍城區的其他名人
該處多為獨立洋房中，並且有加多利山之高私隱度，曾不少富豪住宅的高級官員、名人巨星都居住在此。包括有：無綫電視監製林肯、香港城市大學榮休校長張信剛、作家張愛玲、天后陳慧琳、已故巨星張國榮、著名電影導演吳思遠、壹傳媒創辦人黎智英和影后吳君如等。其中天王劉德華在該處曾持有多個物業，早在1988年已經購入單位與父母同住，到1995年和2009年再度購入，不過近年已經把物業轉移至太太朱麗倩名下。

## 交通
| 交通路線列表                            |
| --------------------------------------- |
| 港鐵 - █ 東鐵綫：旺角東站B出口 嘉道理道 |

## 外部連結
维基共享资源上的相關多媒體資源：加多利山